# Kaoudioul
Kaoudioul est un village du Sénégal situé en Basse-Casamance. Il fait partie de la communauté rurale de Tenghory, dans l'arrondissement de Tenghory, le département de Bignona et la région de Ziguinchor.
Lors du dernier recensement (2002), la localité comptait 88 habitants et 12 ménages.

## Présentation
Aujourd'hui, le village de Kaodioul ne compte que deux quartiers :

- « Bodiang » qui vient du nom de famille des habitants du quartier : les Badianes.

- « Kafanquène » venant du nom qui est partout donné aux quartiers habités par les familles Coly.

## Histoire
Le village a été fondé il y a longtemps par nos grands-parents venus d’un village du nom de Badiana. Le nom « Kaodioul » signifie « séparation » car les ressortissants de ce village aimaient toujours se retrouvaient ensemble lors de grands rassemblements entre villages au lieu de se fondre dans la foule.
Le village de Kaodioul comptait parmi ses premiers habitants la famille Badji, qui est allée fonder le quartier Bassène de Bignona.

## Administration du village
De mémoire des contemporains, les chefs qui se sont succédé à la tête du village sont : Kouloukeun Badiane, Guifeupe Coly, Almany Coly et actuellement Bernard Coly.

## Géographie
D'une superficie totale de 4,5 km2, le village s'étend sur 3 km de longueur et 1,5 km de largeur maximales.
Le village est entouré :
- Au nord : Diaboudior
- À l’est : Kassila
- Au sud : Soutou
- À l’ouest : Baïla